# Huvinbhavi, Chincholi
Huvinbhavi là một làng thuộc tehsil Chincholi, huyện Gulbarga, bang Karnataka, Ấn Độ.